# Cathédrale de Portalegre
La cathédrale de Portalegre est située dans la freguesia de   Sé e São Lourenço (pt), sur le territoire de la municipalité de Portalegre (district de Portalegre, Portugal),.
Elle est classée Monument national depuis 1910.

## Historique
La construction de la cathédrale fut ordonnée par l'évêque Dom Julião de Alva, lors de la formation du diocèse de Portalegre. Les travaux commencèrent le 14 mai 1556, sur le terrain où se trouvait auparavant l'église Santa Maria do Castelo, bien que les expropriations pour la nouvelle église aient déjà commencé en 1553, par décret du roi Jean III. Pour assurer le succès de cette nouvelle entreprise architecturale, Dom Julião de Alva s'appuya très tôt sur le mécénat royal, qui lui fournissait le financement des matériaux et de la main-d'œuvre.
Le soutien accordé par le roi Jean III et la reine Catherine de Castille à de grands projets architecturaux tels que les cathédrales de Portalegre, d'Elvas et de Leiria a permis leur intégration dans le courant dominant du maniérisme réformé, mouvement favorisé par la couronne et instrument efficace de l' Église post-trentenaire. Ces raisons expliquent leur forte présence dans tout le pays et leur longévité dans les régions intérieures.

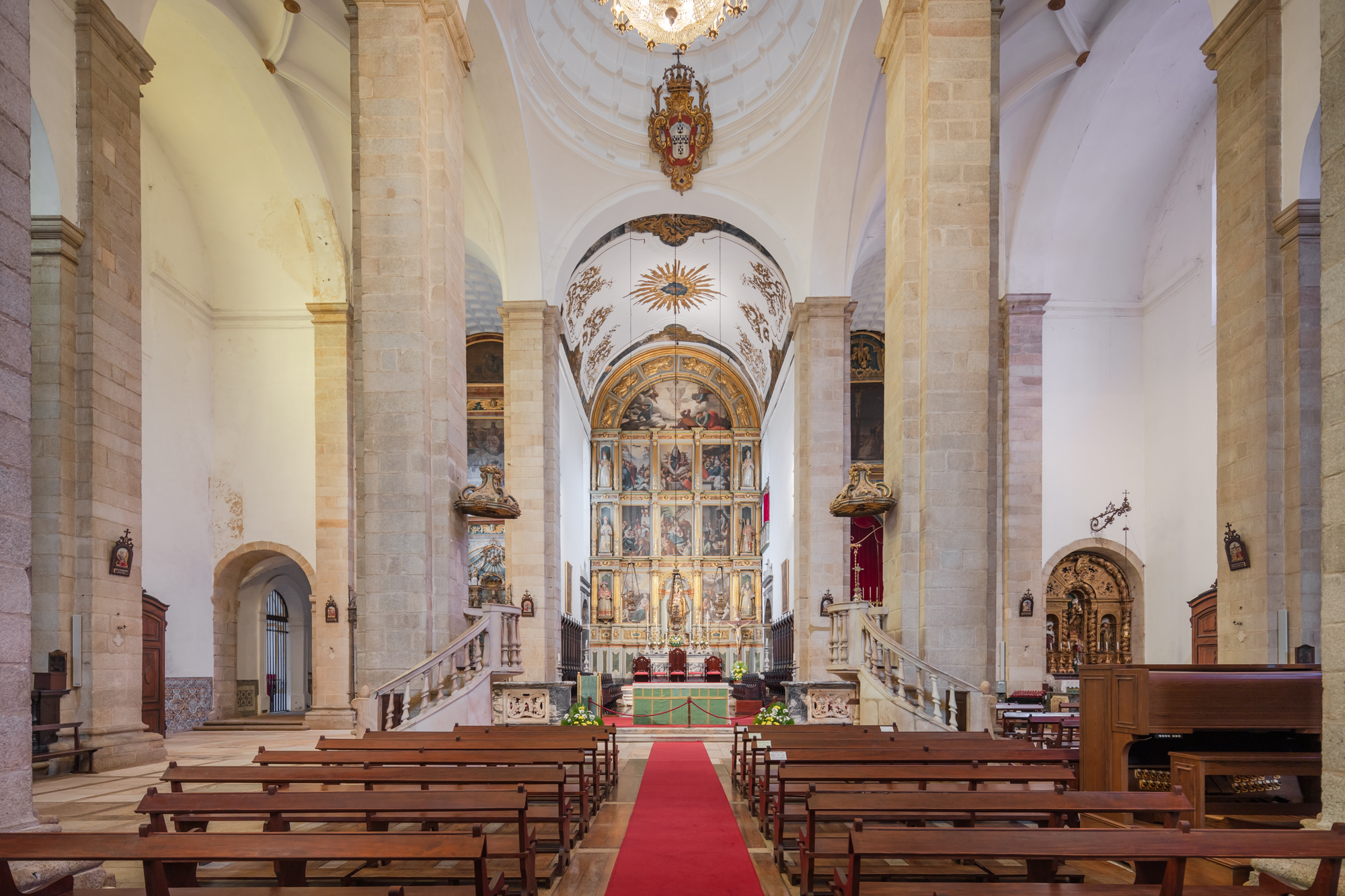
Nef principale de la cathédrale de Portalegre.

Conçue par Afonso Álvares, la construction commença en 1556. Sa dernière pierre, la pierre de couronnement de la voûte, fut posée en 1575, et elle fut achevée et consacrée au cours du même siècle.
En 1795, sur ordre de l'évêque D. Manuel Tavares, il fut restauré et son aspect actuel date de cette époque. Marie II du Portugal (1819-1853) offrit à la cathédrale de Portalegre une cloche coulée à Estremoz.
À partir de février 2021, des travaux de réhabilitation ont été entrepris sur le bâtiment lui-même et sur le patrimoine mobilier et intégré (restauration de retables, peintures, images,carreaux, etc.) qui l'enrichissent.
Le monument a rouvert ses portes le 16 mars 2023, après des travaux de rénovation d'un montant de 3,5 millions d'euros. Lors des travaux, des peintures murales datant de la fin du XVIe siècle, du XVIIe siècle et du XVIIIe siècle ont également été découvertes dans les chapelles.

## Description
L'édifice compte 28 fenêtres et une façade présentant des éléments des XVIe, XVIIe et XVIIIe siècles. La façade nord est composée de six pilastres ; la façade sud est en tout point semblable, mais fait face au cloître. Chaque tour possède quatre flèches à arcs en plein cintre abritant les cloches.
L'intérieur est divisé en trois nefs, avec des voûtes en berceau, des arcs en plein cintre et des nefs. Le maître-autel est composé d'un retable à huit panneaux. À droite se trouve la chapelle du Saint-Sacrement, et à gauche, celle de Saint-Pierre. Les chaires sont en marbre, tout comme la grille devant la chapelle principale.